# احمد آقا
احمد آقا کتابی از عاطفه ملکی‌جو است که در سال ۱۳۹۳ از سوی نشر باغ آبی منتشر و در سال ۲۰۱۵ در فهرست کلاغ سفید قرار گرفت.